# T de Teatre
T de Teatre és una companyia de teatre català fundada per cinc actrius: Carme Pla, Mamen Duch, Àgata Roca, Míriam Iscla i Rosa Gàmiz. Totes cinc es van conèixer quan estudiaven a l'Institut del Teatre i van triar el nom basant-se en les dues passions que compartien: el teatre i el te. Des de 2008, formen part de la companyia Pla, Duch, Roca i l'actriu Marta Pérez, la qual s'hi va unir quan Gàmiz va deixar el grup.

T de Teatre ha protagonitzat tretze espectacles teatrals, entre els quals Petits contes misògins, Homes!, Criatures, Això no és vida! i Delicades, ha dut a terme més de 3.000 funcions i ha convocat l'assistència de més d'un milió d'espectadors. A més, ha protagonitzat sis temporades de la sèrie de televisió Jet Lag, emesa per TV3.

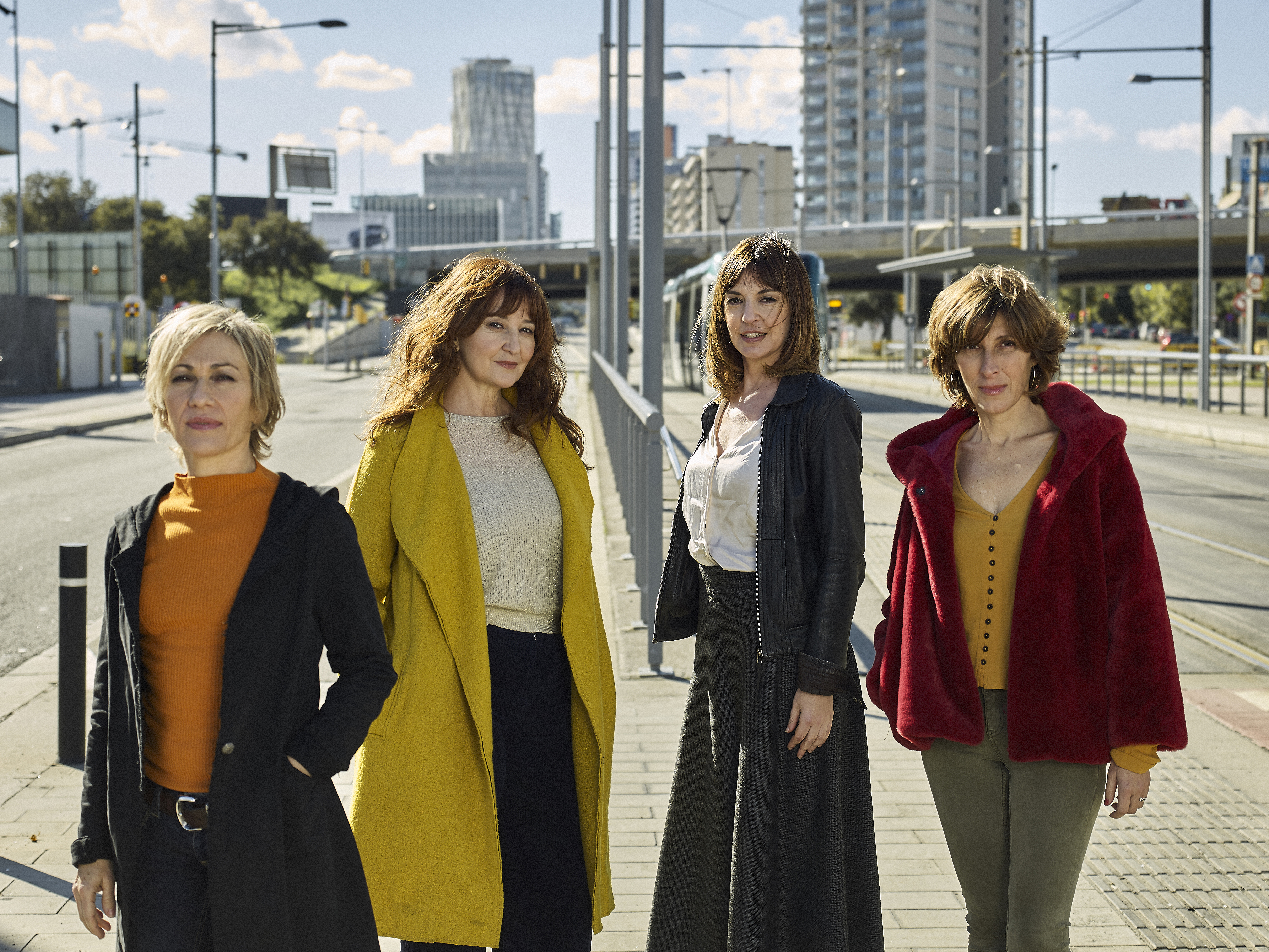

## Història
El maig de 1991, cinc joves actrius acabades de graduar-se a l'Institut del Teatre de Barcelona creen una companyia per presentar en societat el que serà el seu primer espectacleː Petits contes misògins, de Patricia Highsmith, i la bategen amb el nom T de Teatre. Les primeres funcions d'aquest espectacle es poden veure al circuit alternatiu (La Cuina, Sala Beckett, Fira de Teatre al Carrer de Tàrrega). L'interès que desperta entre els espectadors provoca que la producció iniciï un pelegrinatge per diverses sales de Barcelona (Mercat de les Flors, La Villarroel) i una gira per gran part de la Península, i que participin en diversos festivals i actuïn en nombroses ciutats espanyoles.
El 1994, T de Teatre va estrenar, al Mercat de les Flors, Homes!, dirigida per Sergi Belbel, de la qual van fer més de 850 funcions. L'any 1998 van estrenar Criatures a Buenos Aires i, mesos més tard, a Barcelona i a Madrid. La seguiren la telecomèdia Jet lag, creada amb el cineasta Cesc Gay –que consta de 81 capítols, emesos al llarg de sis temporades– i els espectacles Això no és vida! (2003), 15 (2006) i Com pot ser que t’estimi tant (2007) –coproduït amb el Teatre Nacional de Catalunya–, Delicades (2010) –coproduït amb el Festival Grec– i Aventura! (2012) –amb text i direcció d’Alfredo Sanzol– i Dones com jo (2014), de Pau Miró.
Els darrers espectacles que ha representat aquesta companyia són Premis i càstigs (2015) –amb dramatúrgia i direcció de l’argentí Ciro Zorzoli, coproduït amb el Teatre Lliure i el Festival Grec–, i E.V.A. –dirigida per Julio Manrique i coescrita juntament amb Marc Artigau, i Cristina Genebat, coproduïda amb el Teatre Romea i el Grec Festival–. Novament dins del marc de Grec Festival de Barcelona, s’estrena el dotzè espectacle de la companyia, Cançó per tornar a casa (2019), una proposta fantasiosa escrita i dirigida per Denise Despeyroux.
L'any 2021, amb motiu del seu 30è aniversari, T de Teatre torna a portar a escena un dels seus espectacles més estimats i emblemàtics, Delicades. I el 2023, estrena, al Teatre Romea, el que serà el tretzè espectacle de creació de la companyia: La dona fantasma, una comèdia íntima escrita i dirigida per Mariano Tenconi Blanco.

## Obres[3]

### Teatre
- Petits contes misògins (1991), de Patricia Highsmith; direcció: Pere Sagristà-Ollé[5]
- Homes! (1994), de diversos autors; direcció: Sergi Belbel[6]
- Criatures (1998), de diversos autors; direcció: David Plana i T de Teatre[7]
- Això no és Vida! (2003), de diversos autors; direcció: David Plana
- 15 (2006), de diversos autors; direcció: Sergi Belbel i T de Teatre[8]
- Com pot ser que t'estimi tant? (2007), de Javier Daulte; direcció: Javier Daulte[9]
- Delicades (2010), d'Alfredo Sanzol; direcció: Alfredo Sanzol[10]
- Aventura! (2012), d'Alfredo Sanzol; direcció: Alfredo Sanzol[11]
- Dones com jo (2014), de Pau Miró; direcció: Pau Miró[12]
- Premis i càstigs (2015), de Ciro Zorzoli; direcció Ciro Zorzoli[13]
- E.V.A. (2017), de Julio Manrique, Marc Artigau i Cristina Genebat; direcció Julio Manrique[14]
- Cançó per tornar a casa (2019), de Denise Despeyroux; direcció: Denise Despeyroux[15]
- Delicades 10 aniversari (2021), d'Alfredo Sanzol; direcció: Alfredo Sanzol[16]
- La dona fantasma (2023), de Mariano Tenconi; direcció Mariano Tenconi[17]

### Televisió
- Jet lag, TV3 (2000-2006)

## Premis
- 1991 - Premi de la Critica de Barcelona a la Revelació Teatral de la Temporada, per Petits contes misògins[2]
- 1999 - Premis Butaca. Millor text teatral de la temporada, per Criatures[18]
- 2001 - Nominació als Premis MAX. Premi Espectacle Revelació, per Criatures[19]
- 2006 - Premis Butaca. Butaca Honorífica a la trajectòria professional[20]